# Anaideia
Anaideia (altgriechisch Ἀναίδεια Anaídeia, deutsch ‚Unverschämtheit‘) ist in der griechischen Mythologie die Personifikation der Schamlosigkeit.
Auf einen Kult in Athen wird bereits bei Xenophon hingewiesen, der Sokrates im Symposion die Athener mit den Spartanern vergleichen lässt. Im Gegensatz zu den Athenern, die Anadeia verehren, werde von den Spartanern Aidos, die personifizierte Sittsamkeit verehrt. Theophrast erwähnt einen Altar der Anaideia neben einem Altar der Hybris in Athen, in späteren Deutungen werden die Altäre auf den Priester und Philosophen Epimenides zurückgeführt.
Cicero führt aus, dass Epimenides ihr und der Hybris einen Tempel errichten ließ, nachdem Kylon am Altar der Athene zu Tode gesteinigt wurde, was als „Kylonischer Frevel“ in die athenische Geschichtsschreibung eingegangen ist. Es wird vermutet, dass es sich bei den Altären um die zwei unbehauene Steine auf dem Areopag handelte, an denen sich nach Pausanias bei einem Tribunal der Angeklagte und der Kläger aufzustellen hatten.